# El cuerpo de John Brown (poema)

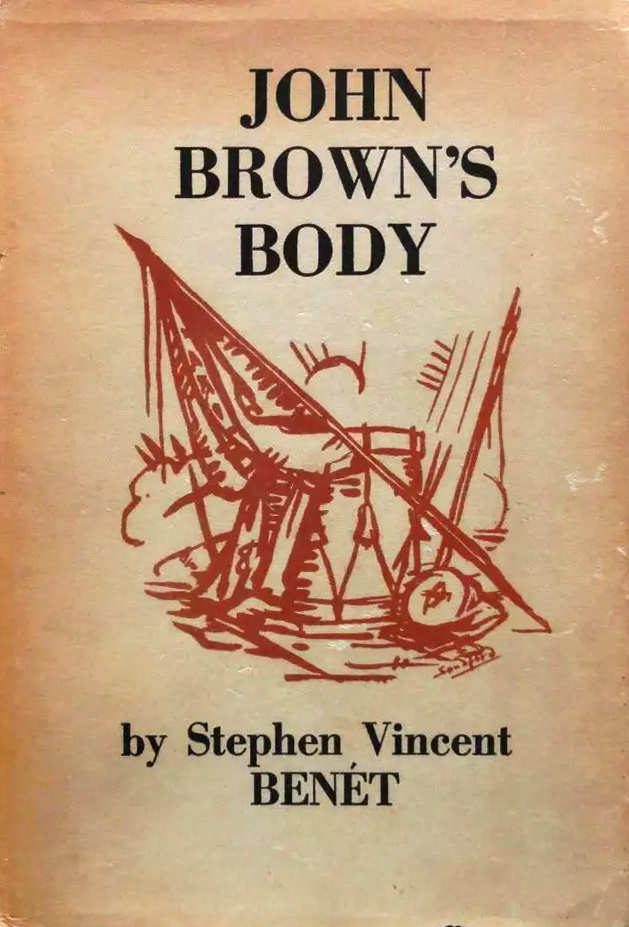
La portada de la primera edición John Brown's Body, publicada por Doubleday, Doran.

John Brown's Body (en español: El cuerpo de John Brown) es un poema épico estadounidense escrito por Stephen Vincent Benét en 1928. El título del poema hace referencia al abolicionista radical John Brown, quien asaltó el arsenal federal de Harpers Ferry, Virginia, en octubre de 1859. Brown fue capturado y ahorcado más tarde ese mismo año. El poema de Benét cubre la historia de la Guerra de Secesión estadounidense. Fue escrito mientras Benét vivía en París después de recibir una beca Guggenheim en 1926. Ganó el Premio Pulitzer de poesía en 1929.
El poema fue interpretado en Broadway en 1953 en una lectura dramátizada protagonizada por Tyrone Power, Judith Anderson y Raymond Massey, y dirigida por Charles Laughton.
En 2002, el poema, transformado en obra de teatro, fue interpretado por presos en la prisión estatal de San Quintín. El documental de 2013 John Brown's Body at San Quentin Prison relata la historia de la producción de la obra.
En 2015, una interpretación grabada en 1953 fue seleccionada para su inclusión en el Registro Nacional de Grabaciones de la Biblioteca del Congreso por su «significado cultural, artístico y/o histórico para la sociedad estadounidense y el legado sonoro de la nación».
| Extracto original en inglés de John Brown's Body | Traducción al español |
| John Brown's body lies a-mouldering in the grave. Spread over it the bloodstained flag of his song, For the sun to bleach, the wind and the birds to tear, The snow to cover over with a pure fleece And the New England cloud to work upon With the grey absolution of its slow, most lilac-smelling rain, Until there is nothing there That ever knew a master or a slave Or, brooding on the symbol of a wrong, Threw down the irons in the field of peace. John Brown is dead, he will not come again, A stray ghost-walker with a ghostly gun. | El cuerpo de John Brown yace pudriéndose en la tumba. Extiende sobre él la bandera manchada de sangre de su canción, para que el sol la blanquee, el viento y los pájaros la rasguen, la nieve la cubra con un vellón puro Y que la nube de Nueva Inglaterra trabaje Con la absolución gris de su lluvia lenta y perfumada de lilas, Hasta que no haya nada Que haya conocido amo o esclavo O, meditando sobre el símbolo de un mal, arroje los hierros en el campo de la paz. John Brown está muerto, no volverá, Un vagabundo fantasma con un arma fantasmal. |

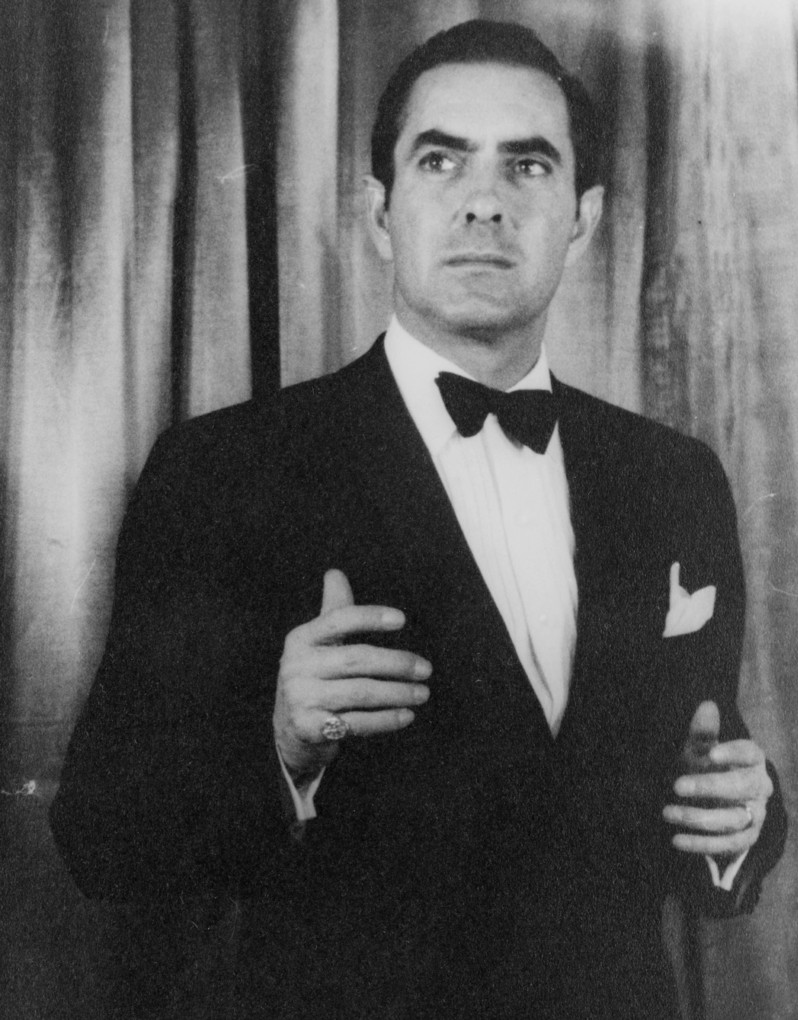
Tyrone Power en la producción de Broadway en 1953, dirigida por Charles Laughton.